# Joseph Wackerle
Joseph Wackerle (Partenkirchen, 15 mei 1880 - aldaar, 20 maart 1959) was een Duits beeldhouwer. Hij was een van de favoriete beeldhouwers van het naziregime.

## Biografie

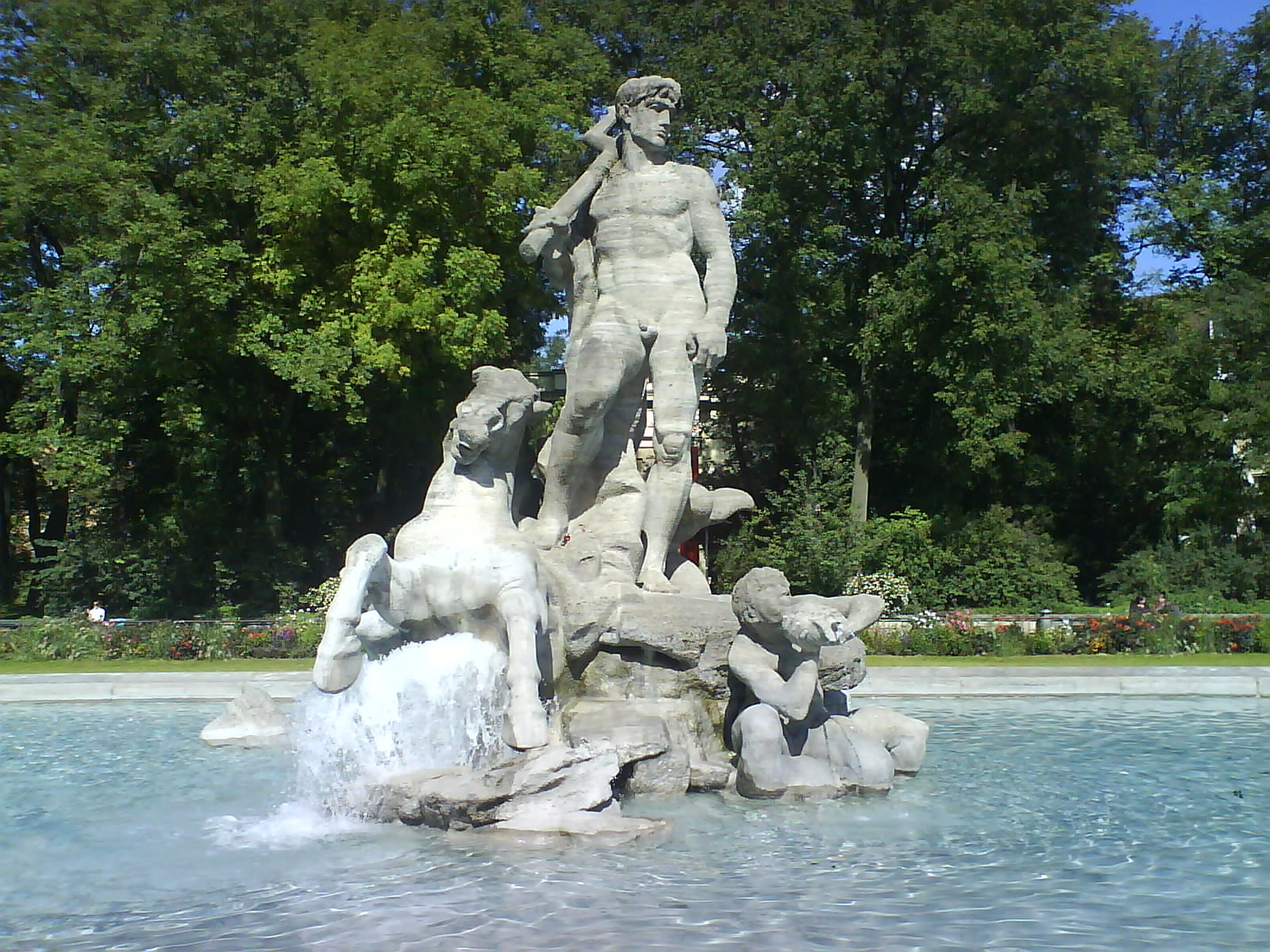
Neptunusfontein (Neptunbrunnen) in München, 1937.

Wackerle werkte aanvankelijk in de traditie van de Münchense School met barokke elementen. Zijn monumentale werken pasten binnen de nationaalsocialistische esthetiek. Een eerste grote opdracht in 1935 waren twee ruiters voor het Olympisch Stadion in Berlijn. Hij creëerde voornamelijk openbare kunst in München, zoals een Neptunusfontein. Hij maakte ook beelden voor gebouwen op de Obersalzberg. Als gunsteling van het regime kwam zijn naam op de Gottbegnadeten-Liste.
- Bibliothèque nationale de France: cb155300637 (data)
- Gemeinsame Normdatei: 119334216
- International Standard Name Identifier: 0000 0000 6676 379X
- Library of Congress Control Number: nb2005016400
- Nederlandse Thesaurus van Auteursnamen: 306068729
- RKD-Nederlands Instituut voor Kunstgeschiedenis: 296568
- Système universitaire de documentation: 136077390
- Union List of Artist Names: 500058774
- Virtual International Authority File: 32804314
- WorldCat: E39PBJmp9gm73HMqw3yXBkxVYP